# Hebbale, Virajpet
Hebbale là một làng thuộc tehsil Virajpet, huyện Kodagu, bang Karnataka, Ấn Độ.